# Симан (остров)
Симан — крупный остров на реке Обь. Расположен на границе Новосибирской и Томской областей. Длина — 45 км, ширина — 15 км.

## Населённые пункты
На Симане располагалась деревня Луговая, основанная в 1850 годах.

## Обитатели
На острове с 2013 года живёт отшельник — инвалид, лишённый нижних конечностей[значимость факта?].

## Телерепортаж об острове
В 2019 году в телепроекте «Пешком по Новосибирской области» телеканала ОТС вышла серия, посвящённая Симану.